# Greensburg (Pennsylvania)
Greensburg is een plaats (city) in de Amerikaanse staat Pennsylvania, en valt bestuurlijk gezien onder Westmoreland County.
De Seton Hill-universiteit is hier gelegen.

## Demografie
Bij de volkstelling in 2000 werd het aantal inwoners vastgesteld op 15.889. In 2006 is het aantal inwoners door het United States Census Bureau geschat op 15.604, een daling van 285 (-1,8%).

## Geografie
Volgens het United States Census Bureau beslaat de plaats een oppervlakte van 11,0 km², geheel bestaande uit land. Greensburg ligt op ongeveer 321 m boven zeeniveau.

## Plaatsen in de nabije omgeving
De onderstaande figuur toont nabijgelegen plaatsen in een straal van 8 km rond Greensburg.

## Geboren
- Chalmers Goodlin (1923-2005), piloot
- Sheila Kelley (1961), actrice
- Rocco Mediate (1962), golfer
- Karen Jarrett (1972), professioneel worstelvalet en persoonlijkheid